# Georg Weber (Politiker, 1791)
Johann Georg Weber (* 24. Mai 1791 in Darmstadt; † 27. Oktober 1862 ebenda) war ein hessischer Eisenhändler, liberaler Politiker und Abgeordneter der Zweiten Kammer der Landstände des Großherzogtums Hessen.
Georg Weber war der Sohn des Kaufmanns Jacob Weber und dessen Ehefrau Elisabeth Katharina, geborene Cern. Weber, der evangelischen Glaubens war, war Eisenhändler in Darmstadt und heiratete dort am 27. Dezember 1828 Louise Friederike, geborene Wolff.
Von 1834 bis 1834 gehörte er der Zweiten Kammer der Landstände an. Er wurde für den Wahlbezirk Oberhessen 4/Lauterbach gewählt.